# Rue Barbette
Pour les articles homonymes, voir Barbette (homonymie).
La rue Barbette est une rue située dans le 3e arrondissement de Paris, dans le quartier du Marais. 
Représentative de l'histoire urbanistique du Marais, elle fut aristocratique du XVIe siècle au XVIIIe siècle, puis bourgeoise après la Révolution. Du milieu du XIXe siècle jusqu'aux deux tiers du XXe siècle  la rue devint artisanale, industrieuse et populaire avant de redevenir comme tout le quartier, après une gentrification massive, et la hausse des prix de l'immobilier, très bourgeoise.

## Situation et accès
D'une longueur de 165 mètres, cette courte voie relie la rue Vieille-du-Temple au niveau du no 87 (ancien hôtel de Rohan, actuel site des Archives nationales) au 10, rue Elzévir, jardin de l'Institut suédois, sis dans l'ancien hôtel de Marle.
Elle est desservie par la ligne 8 à la station de métro Saint-Sébastien - Froissart et par la ligne 1 à la station Saint-Paul.

## Origine du nom
Elle porte le nom d'un prévôt des marchands de Paris Étienne Barbette, qui y avait fait construire un hôtel particulier au début du XIVe siècle. 

## Historique

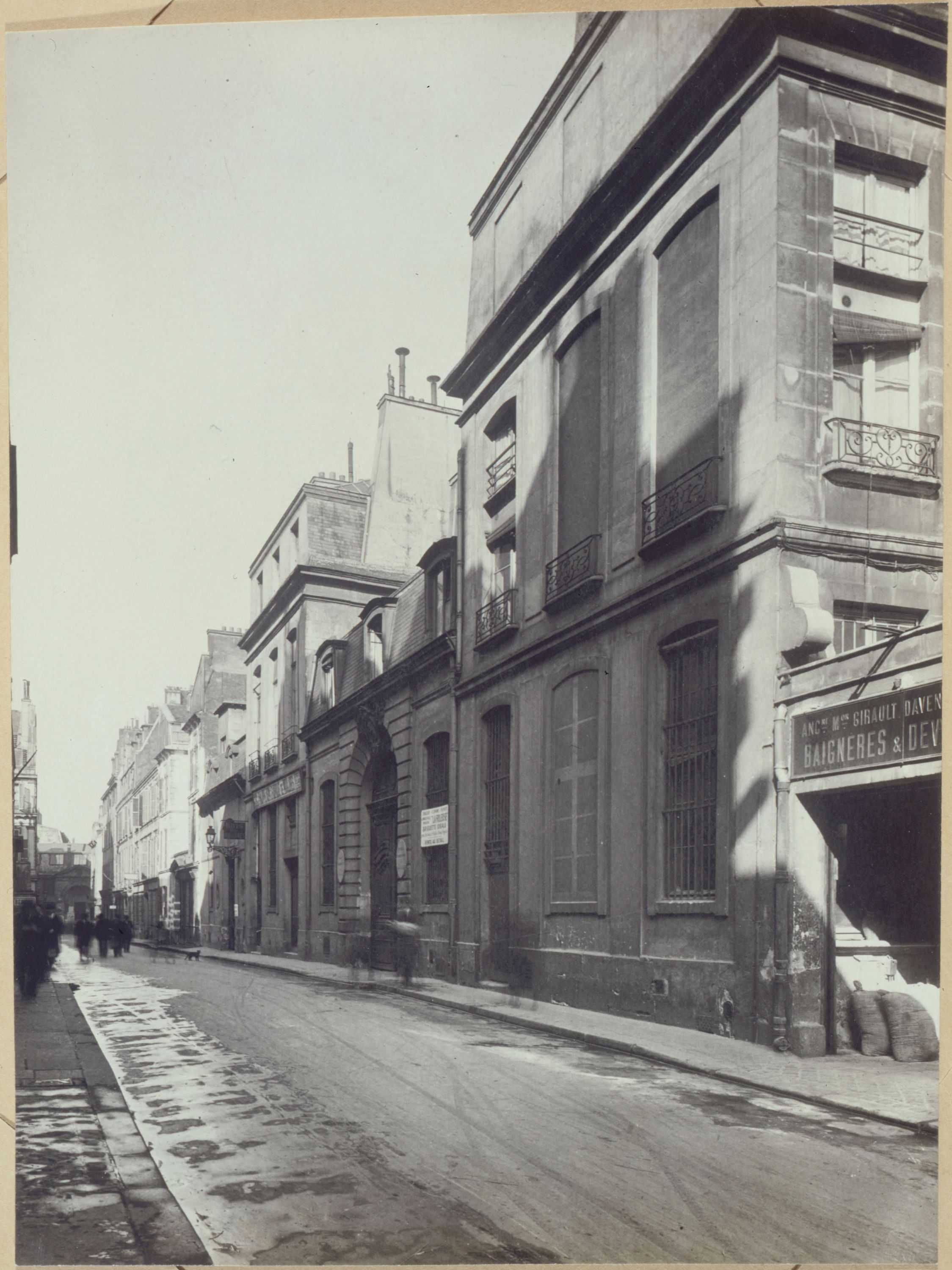
Rue Barbette en 1921.

La rue a été ouverte en 1563 (ou 1564) dans une propriété qui occupait approximativement un quadrilatère formé par les actuelles rues Vieille-du-Temple, des Francs-Bourgeois, Payenne et du Parc-Royal, et ou se situait l'hôtel Barbette, construit par Étienne Barbette au début du XIVe siècle, sur une grande propriété située en dehors de l’enceinte de Philippe Auguste.
Elle est d'abord appelée « rue Neuve Barbette », pour ne pas être confondue avec la section de la  rue Vieille-du-Temple entre le rempart de Philippe Auguste et la Poterne barbette qui s'appelait « rue Barbette », et qui devint rue Vieille-Barbette.
Elle est citée sous le nom de « rue Barbette » dans un manuscrit de 1636.

## Bâtiments

### sur le côte pair
- No 2

- No 8 : ancien hôtel de Choisy, dit aussi hôtel d'Estrées, à ne pas confondre avec le toujours existant hôtel d'Estrées, situé dans le 7e arrondissement, au 79 rue de Grenelle. Construit en partie sur l'ancien hôtel de Choisy pour François-Annibal d'Estrées, frère de la belle Gabrielle d'Estrées, et père du cardinal César d'Estrées. De 1681 à 1683, Vincenzo Coronelli y loge deux années à la demande de César d'Estrées pendant la réalisation de ses deux globes offerts au Roi. En 1689, l'hôtel est vendu par le petit-fils du maréchal. Par décret du 15 juillet 1810, on ouvre dans l'hôtel devenu Bourrée de Corberon une annexe de la maison d'éducation de la Légion d'honneur, qui le restera jusqu'à son transfert en 1851 à la maison-mère du château d'Écouen[2]. Il a été démoli en 1930[3].

- No 12 : hôtel appartenant en 1774 au docteur Henri-Michel Missa, régent de la faculté de médecine de Paris puis censeur royal et jusqu'à la Révolution.

- No 14 : hôtel ayant appartenu au lieutenant général des armées navales Bigot de Morogues de 1713 à 1754, puis à son fils Bigot de Chorelle de 1754 à 1779. À la fin du XIXe siècle l’hôtel devient le siège de l’orfèvre Charles-Alfred Coignet qui a obtenu son premier poinçon de maître le 18 mai 1865 jusqu’à son biffage le 30 octobre 1889. Lui a succédé son fils Louis, au nom de la société Coignet et Cie, jusqu'au 14 janvier 1893. L'activité s'est étendue au 20 de la rue, avec le poinçon de Louis Coignet insculpé le 14 janvier 1893 et biffé le 1er janvier 1928[4]. Un commissariat de police fut aussi présent jusqu'en 1908.

- No 16 : hôtel de la famille de Bragelonne de 1633 à 1672. Puis il fut occupé par la famille de Choisy de 1717 à 1789.

### Sur le côté impair
- No 3 : maison masquant la façade Nord de l'Hôtel Mortier de Sandreville bâti en 1630 qui occupait toute la façade sur la rue des Trois-Pavillons et allait jusqu’à la rue des Francs-Bourgeois au numéro 26. Ici demeurait en 1930, le peintre, graveur et illustrateur Henry Tattegrain[5].

- No 5 : hôtel ayant appartenu à la famille de magistrats Thumery de Boissise de 1700 à 1748, puis à la famille Souchet de Bisseaux jusqu'à la Révolution.

- No 7 : emprise de l'Hôtel bâti en 1568 pour la famille de Guillaume de Bertrand, fils du cardinal Bertrand qui possédait depuis 1555 les terrains allant jusqu'à la rue des Francs-Bourgeois. À la Restauration en 1815, l'État y installe une caserne de gendarmerie. les officiers logeant sur la rue Barbette jusqu'à leur départ en 1895. De 1887 à 1930, le pâtissier Evrard y conçoit, fabrique et commercialise les confiseries Pierrot Gourmand

- No 9 : Hôtel de la famille de Pommereuil (Robert de Pommereuil, maître des Eaux et Forêts de Normandie et Picardie, et son fils Guillaume) du milieu du XVIIe siècle à 1743. Il fut acquis par Michel-Étienne Turgot, prévôt des marchands de Paris, père d'Anne Robert Jacques Turgot, le futur ministre. L’escalier inscrit aux monuments historiques est de 1744. Il fut confisqué à la Révolution et vendu.

- No 11 : un premier hôtel de 1635, où résida à partir de 1682 le fils du président Mathieu Molé. Il fut acquis en 1685 par la famille des magistrats Le Mairat qui le fit rebâtir en 1729. L’hôtel fut ensuite acquis en 1755 par le lieutenant général d'Ozembray. La porte et le départ de l'escalier du XVIIIe sont classés. Il est aujourd’hui l'une des deux annexes du collège Victor-Hugo.

- No 13

- No 15 : hôtel construit en 1769 par Jean-Baptiste Lemarié d'Aubigny.

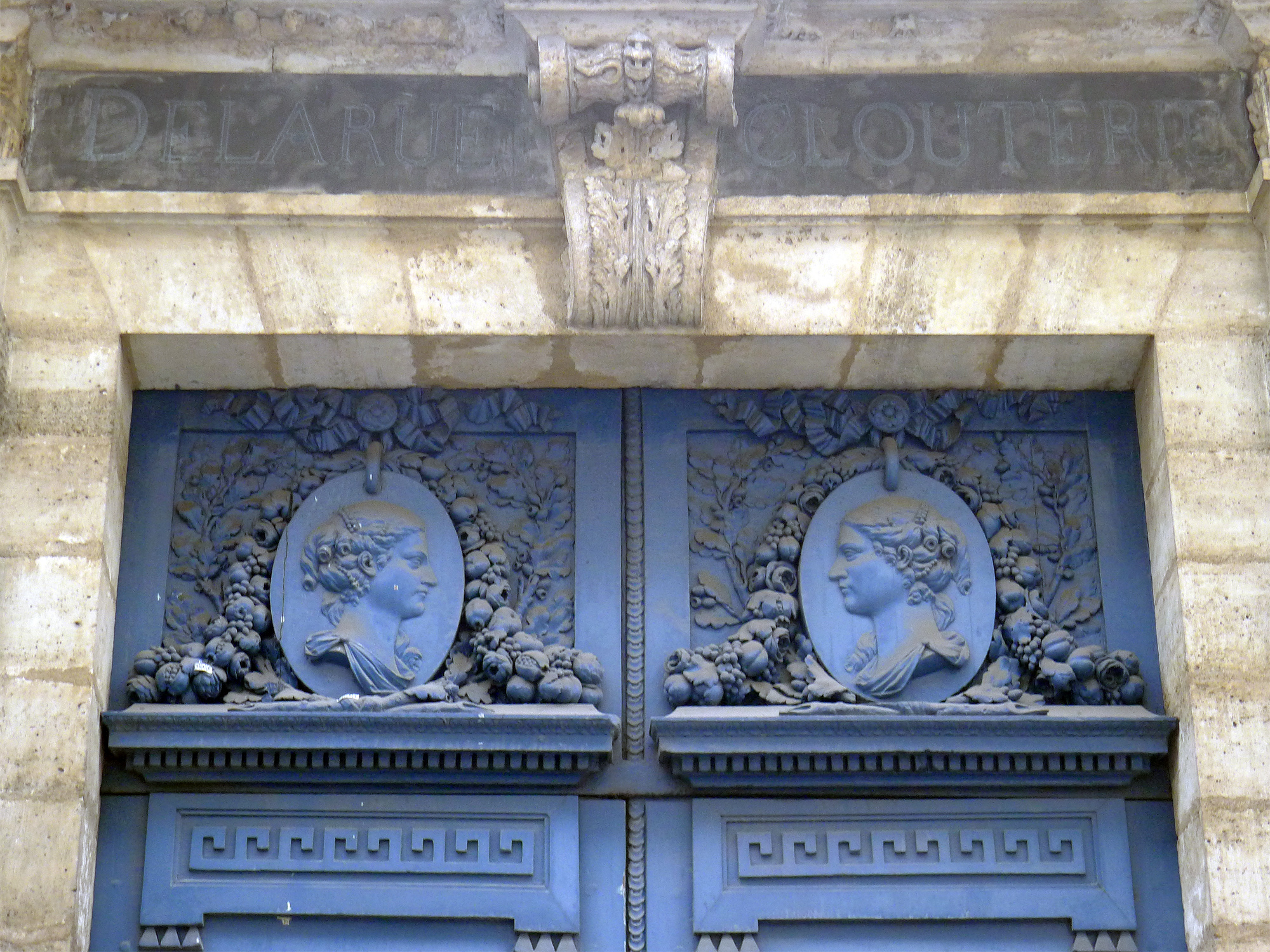
Médaillons du portail au no 15.
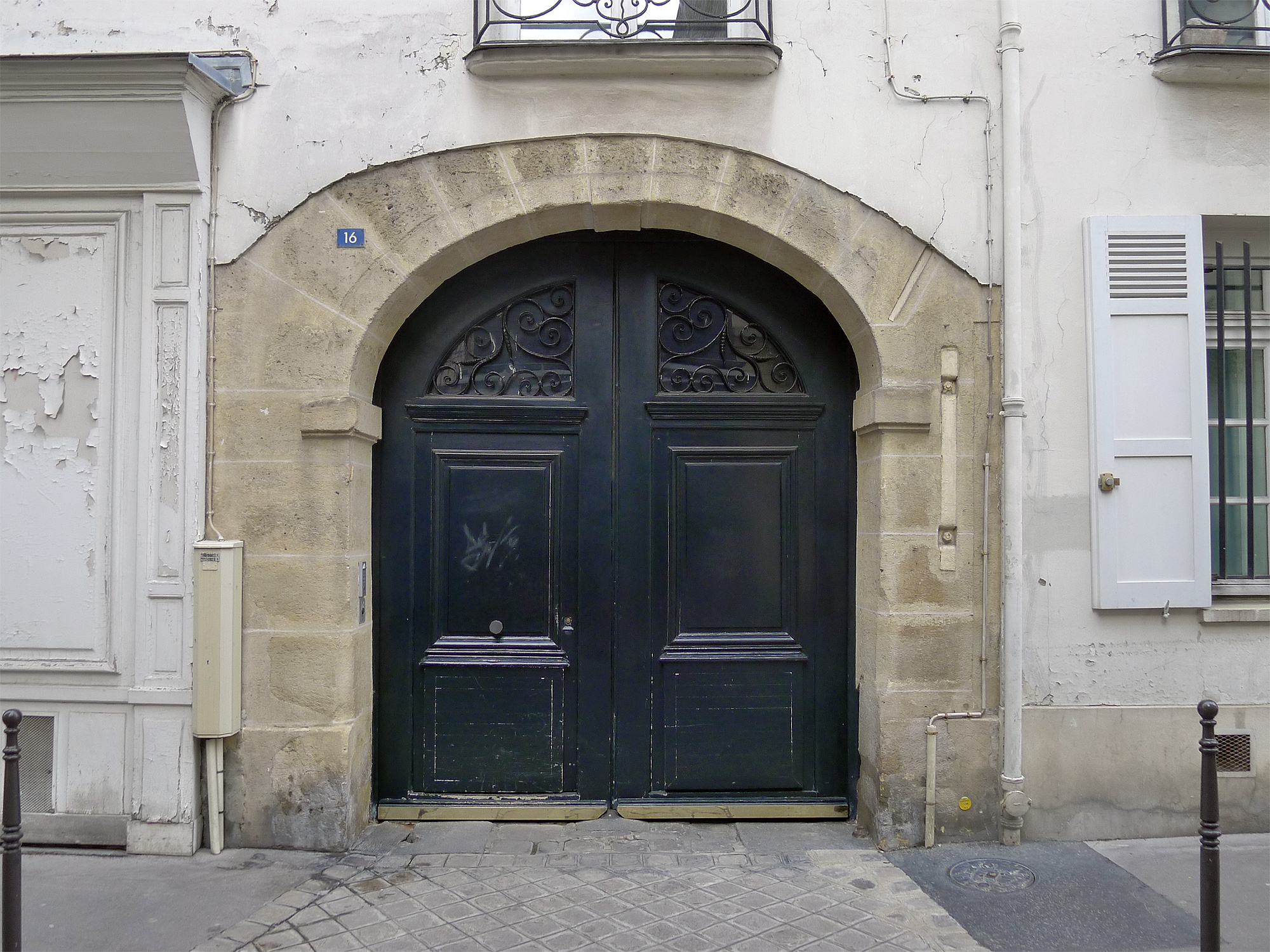
Portail du no 16.
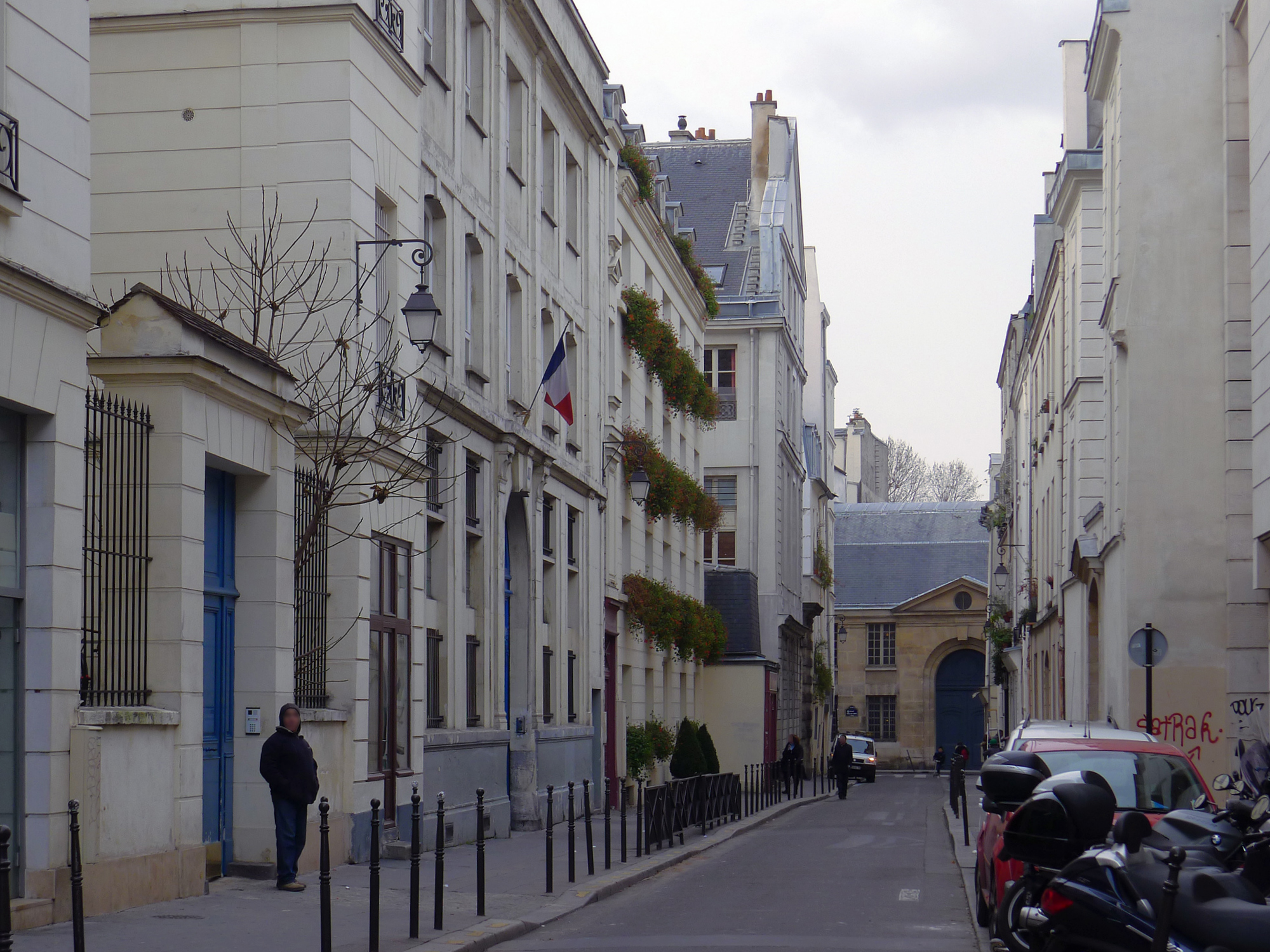
La rue Barbette vue depuis la rue Elzévir.
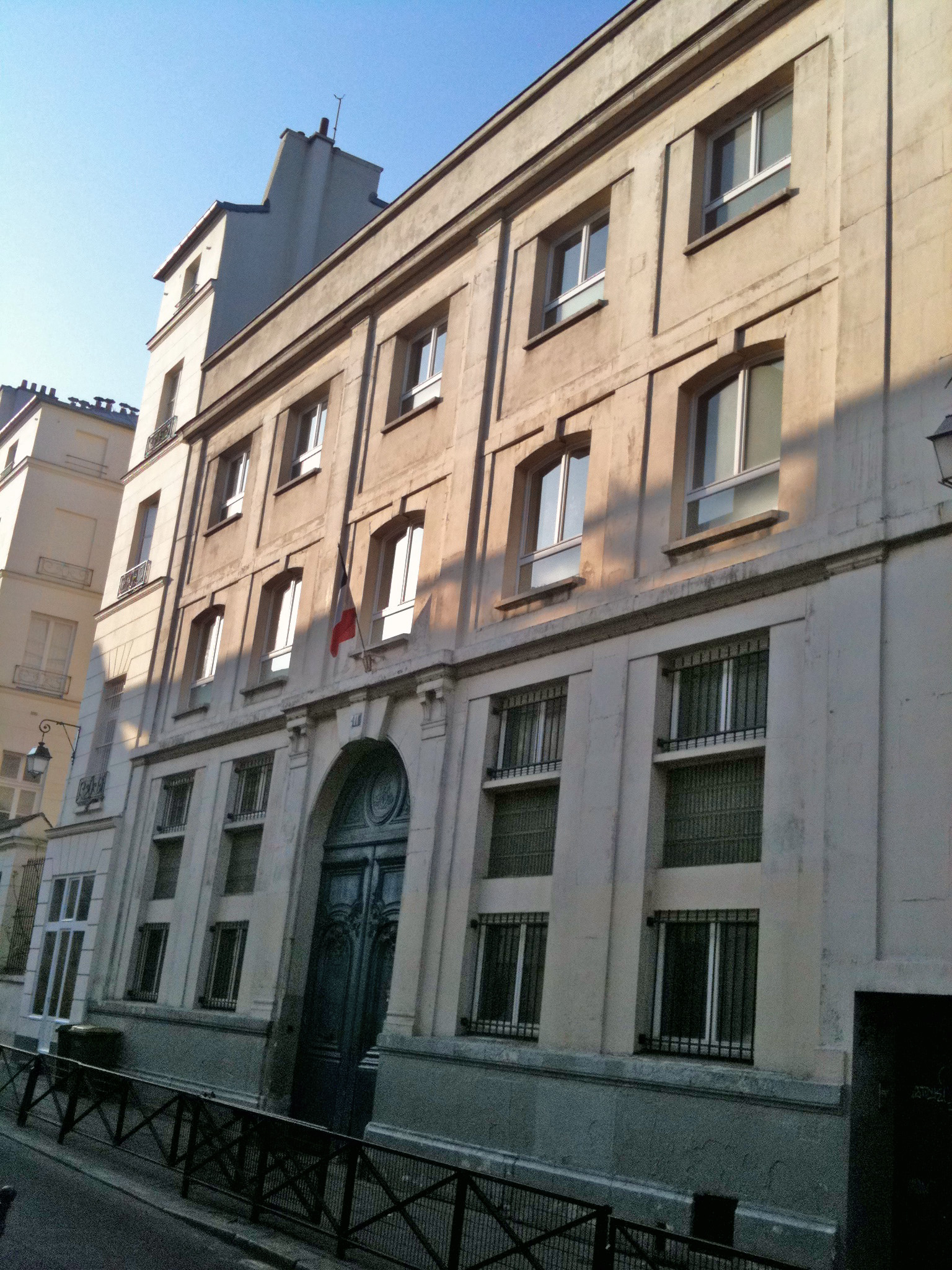
Bâtiment d'une des deux annexes du collège Victor-Hugo.

## Pour approfondir